# 제리 더배넌
프랭크 제럴드 더배넌(영어: Frank Gerald DaVanon, 1945년 8월 21일~)은 미국의 프로 야구 선수로, 주 포지션은 유격수와 2루수였다. 통산 8시즌 동안 메이저 리그 베이스볼(MLB)의 샌디에이고 파드리스, 세인트루이스 카디널스, 볼티모어 오리올스, 캘리포니아 에인절스, 휴스턴 애스트로스 등지에서 뛰었다.